# Urskogsmygga
Urskogsmygga (Pachyneura fasciata) är en tvåvingeart som beskrevs av Zetterstedt 1838. Urskogsmygga ingår i släktet Pachyneura och familjen tjockribbsmyggor. Enligt den svenska rödlistan är arten sårbar i Sverige. Arten förekommer i Nedre Norrland och Övre Norrland. Artens livsmiljö är skogslandskap. Inga underarter finns listade i Catalogue of Life.